# 莉娜·格雷巴克
莉娜·格雷巴克（丹麥語：Lena Grebak，1991年9月18日—），丹麥女子羽毛球運動員。

## 簡歷
莉娜·格雷巴克生於丹麥西蘭島的東部城市罗斯基勒，7歲時開始跟隨同學打羽毛球，並參與一些國內的隊際比賽。
2009年，莉娜·格雷巴克代表丹麥參加意大利米蘭舉行的歐洲青年羽毛球錦標賽，助球隊贏得混合團體冠軍。及至2010年，她首次參加成人級別的國際比賽，曾跟同齡的尼克拉斯·诺尔合作打進挪威國際賽混雙準決賽。
2012年，莉娜·格雷巴克開始與安德斯·斯考劳普·拉斯姆森搭檔混雙，甫合作一年便在翌年連奪芬蘭公開賽、丹麥國際賽、西班牙公開賽和比利時國際賽冠軍。二人的混雙世界排名最高曾達至第29位（2014年1月）。

## 主要比賽成績
只列出曾進入準決賽的國際賽事成績：
| 年份   | 賽事                     | 公開賽級別 | 項目     | 拍檔                     | 成績   |
| ------ | ------------------------ | ---------- | -------- | ------------------------ | ------ |
| 2009年 | 歐洲青年羽毛球錦標賽     | 其他       | 混合團體 | －                       | 冠軍   |
| 2010年 | 塞浦路斯羽毛球國際賽     | 國際系列賽 | 女子雙打 | Camilla Overgaard        | 亞軍   |
| 2010年 | 塞浦路斯羽毛球國際賽     | 國際系列賽 | 混合雙打 | 尼克拉斯·诺尔            | 冠軍   |
| 2010年 | 挪威羽毛球國際賽         | 國際挑戰賽 | 混合雙打 | 尼克拉斯·诺尔            | 準決賽 |
| 2011年 | 葡萄牙羽毛球國際賽       | 國際系列賽 | 混合雙打 | 尼克拉斯·诺尔            | 準決賽 |
| 2012年 | 比利時羽毛球國際賽       | 國際挑戰賽 | 混合雙打 | 安德斯·斯考劳普·拉斯姆森 | 準決賽 |
| 2013年 | 芬蘭羽毛球公開賽         | 國際挑戰賽 | 女子雙打 | 玛丽亚·赫斯波            | 亞軍   |
| 2013年 | 芬蘭羽毛球公開賽         | 國際挑戰賽 | 混合雙打 | 安德斯·斯考劳普·拉斯姆森 | 冠軍   |
| 2013年 | 葡萄牙羽毛球國際賽       | 國際系列賽 | 女子雙打 | 玛丽亚·赫斯波            | 冠軍   |
| 2013年 | 葡萄牙羽毛球國際賽       | 國際系列賽 | 混合雙打 | 安德斯·斯考劳普·拉斯姆森 | 亞軍   |
| 2013年 | 丹麥羽毛球國際賽         | 國際挑戰賽 | 混合雙打 | 安德斯·斯考劳普·拉斯姆森 | 冠軍   |
| 2013年 | 西班牙羽毛球公開賽       | 國際挑戰賽 | 混合雙打 | 安德斯·斯考劳普·拉斯姆森 | 冠軍   |
| 2013年 | 哈爾科夫羽毛球國際賽     | 國際挑戰賽 | 女子雙打 | 玛丽亚·赫斯波            | 亞軍   |
| 2013年 | 比利時羽毛球國際賽       | 國際挑戰賽 | 混合雙打 | 安德斯·斯考劳普·拉斯姆森 | 冠軍   |
| 2013年 | 威爾斯羽毛球國際賽       | 國際挑戰賽 | 混合雙打 | 安德斯·斯考劳普·拉斯姆森 | 準決賽 |
| 2013年 | 意大利羽毛球國際賽       | 國際挑戰賽 | 女子雙打 | 玛丽亚·赫斯波            | 準決賽 |
| 2014年 | 瑞典羽毛球大師賽         | 國際挑戰賽 | 女子雙打 | 玛丽亚·赫斯波            | 準決賽 |
| 2014年 | 歐洲女子羽毛球團體錦標賽 | 其他       | 女子團體 | －                       | 冠軍   |
| 2014年 | 芬蘭羽毛球公開賽         | 國際挑戰賽 | 混合雙打 | 安德斯·斯考劳普·拉斯姆森 | 冠軍   |
| 2014年 | 比利時羽毛球國際賽       | 國際挑戰賽 | 女子雙打 | 伊美利·兰纳森            | 準決賽 |
| 2014年 | 愛爾蘭羽毛球公開賽       | 國際挑戰賽 | 女子雙打 | 伊美利·法贝克            | 冠軍   |
| 2014年 | 愛爾蘭羽毛球公開賽       | 國際挑戰賽 | 混合雙打 | 马蒂亚斯·克里斯蒂安森    | 準決賽 |
| 2015年 | 瑞典羽毛球大師賽         | 國際挑戰賽 | 混合雙打 | 马蒂亚斯·克里斯蒂安森    | 準決賽 |
| 2015年 | 冰島羽毛球國際賽         | 國際系列賽 | 女子雙打 | 玛丽亚·赫斯波            | 冠軍   |
| 2015年 | 奧爾良羽毛球國際挑戰賽   | 國際挑戰賽 | 女子雙打 | 玛丽亚·赫斯波            | 準決賽 |
| 2015年 | 奧爾良羽毛球國際挑戰賽   | 國際挑戰賽 | 混合雙打 | 马蒂亚斯·克里斯蒂安森    | 冠軍   |
| 2015年 | 芬蘭羽毛球公開賽         | 國際挑戰賽 | 女子雙打 | 玛丽亚·赫斯波            | 準決賽 |
| 2015年 | 歐洲運動會羽毛球比賽     | 其他       | 女子雙打 | 玛丽亚·赫斯波            | 銅牌   |
| 2015年 | 愛爾蘭羽毛球公開賽       | 國際挑戰賽 | 混合雙打 | 马蒂亚斯·克里斯蒂安森    | 冠軍   |
| 2016年 | 瑞典羽毛球大師賽         | 國際挑戰賽 | 混合雙打 | 马蒂亚斯·克里斯蒂安森    | 亞軍   |
| 2016年 | 歐洲女子羽毛球團體錦標賽 | 其他       | 女子團體 | －                       | 冠軍   |
| 2016年 | 奧地利羽毛球公開賽       | 國際挑戰賽 | 混合雙打 | 马蒂亚斯·克里斯蒂安森    | 冠軍   |
| 2016年 | 奧爾良羽毛球國際挑戰賽   | 國際挑戰賽 | 混合雙打 | 马蒂亚斯·克里斯蒂安森    | 冠軍   |
| 2016年 | 芬蘭羽毛球公開賽         | 國際挑戰賽 | 混合雙打 | 马蒂亚斯·克里斯蒂安森    | 冠軍   |
| 2016年 | 歐洲羽毛球錦標賽         | 其他       | 混合雙打 | 马蒂亚斯·克里斯蒂安森    | 季軍   |
| 2017年 | 瑞典羽毛球國際賽         | 國際系列賽 | 女子雙打 | 亚历山德拉·博尔          | 亞軍   |

| 2007-2017年 | 首要超級賽 | 超級賽 | 黃金大獎賽 | 大獎賽 | 國際挑戰賽 | 國際系列賽 | 未來系列賽 | 其他 |

| 2018-2026年 | 總決賽 | 超級1000賽 | 超級750賽 | 超級500賽 | 超級300賽 | 超級100賽 | 國際挑戰賽 | 國際系列賽 | 未來系列賽 | 其他 |